# Je t’aime mélancolie
«Je t’aime mélancolie» (Я люблю тебя, грусть) — песня, записанная в 1991 году французской певицей Милен Фармер. Это третий сингл из её третьего студийного альбома «L'Autre…», вышедший в декабре 1991 года.
Работу предваряет трагедия, произошедшая в Парижском офисе Polydor, где фанат, за отказ выдать ему адрес певицы, застрелил из ружья секретаря-ресепциониста и только поломка оружия предотвратила дальнейшие жертвы.  После случившегося, скрываясь от излишнего внимания Фармер отправилась в США.
Там и был снят видеоклип, где Милен Фармер дерётся на ринге. Оппонентом певицы выступил профессиональный югославский танцор и хореограф Эмиль Матешич. Костюмы для неё и танцовщиц были созданы Жан-Полем Готье. Клип стал первым клипом Милен Фармер, созданным в США.